# Liminální prostor (estetika)

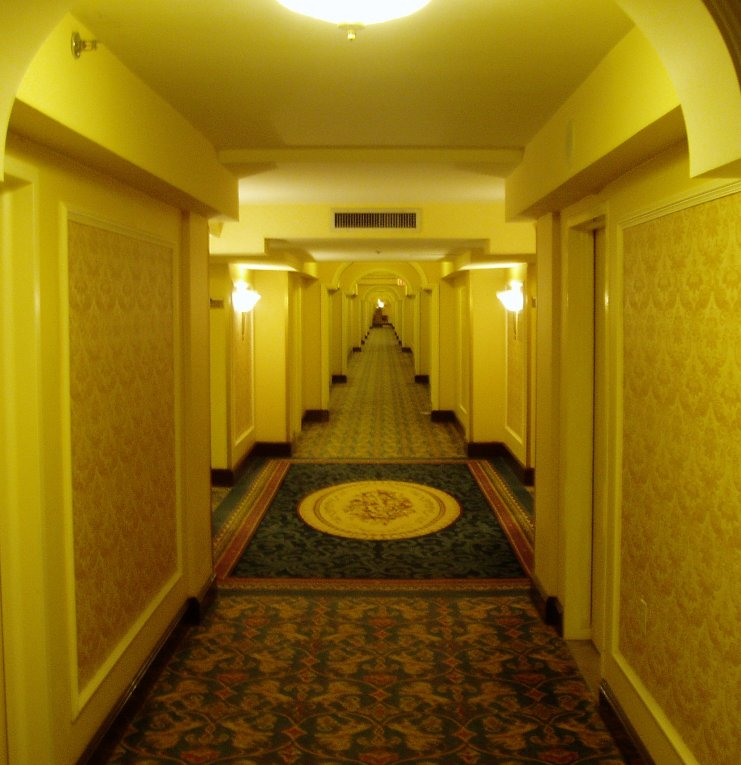
Obrázek prázdné hotelové chodby, příklad liminálního prostoru

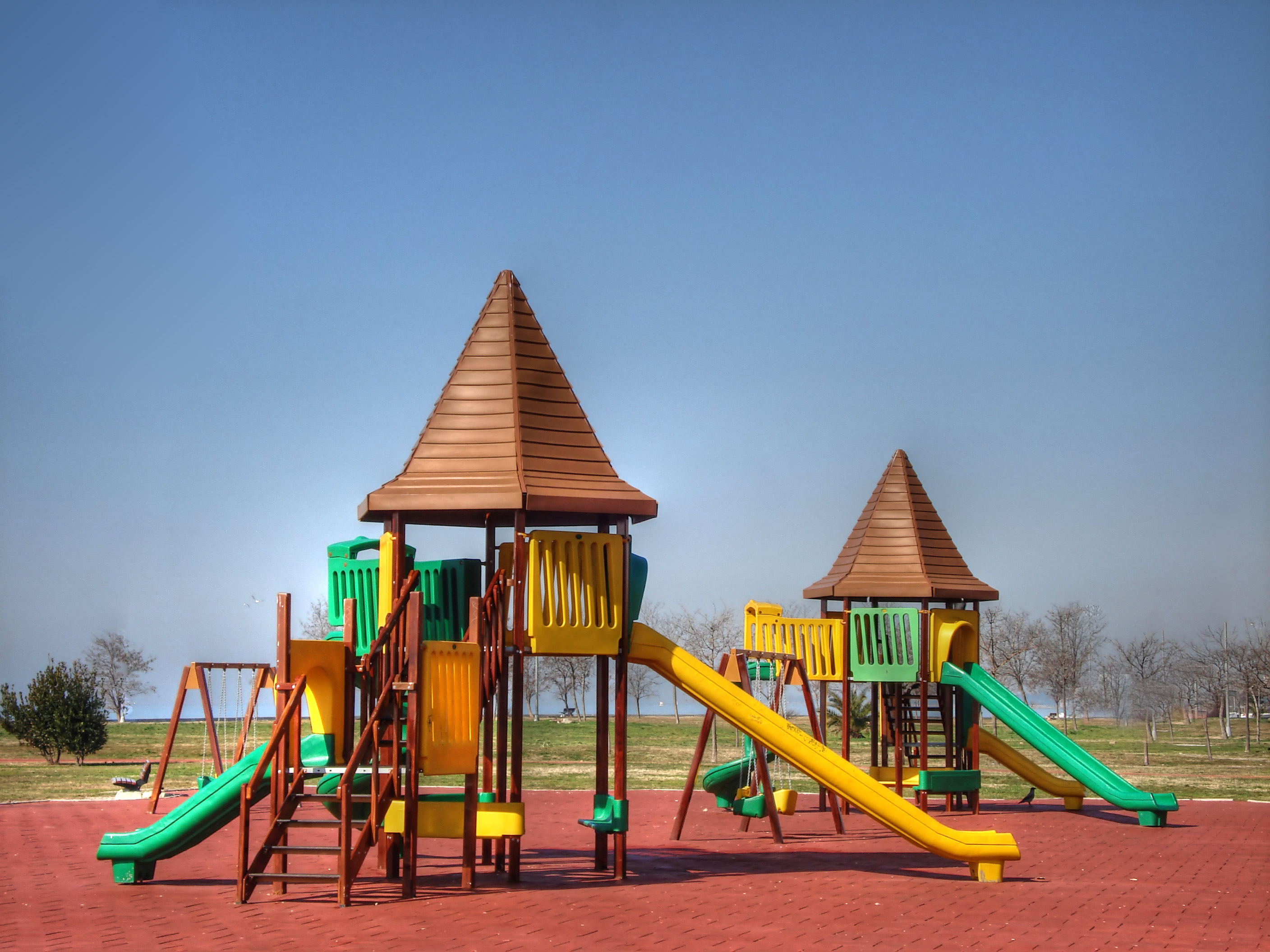
Tento obrázek prázdného hřiště může vyvolat neklid tím, že je zbaven očekávaného kontextu (například očekávaná přítomnost dětí, které by tu za normálních okolností byly).

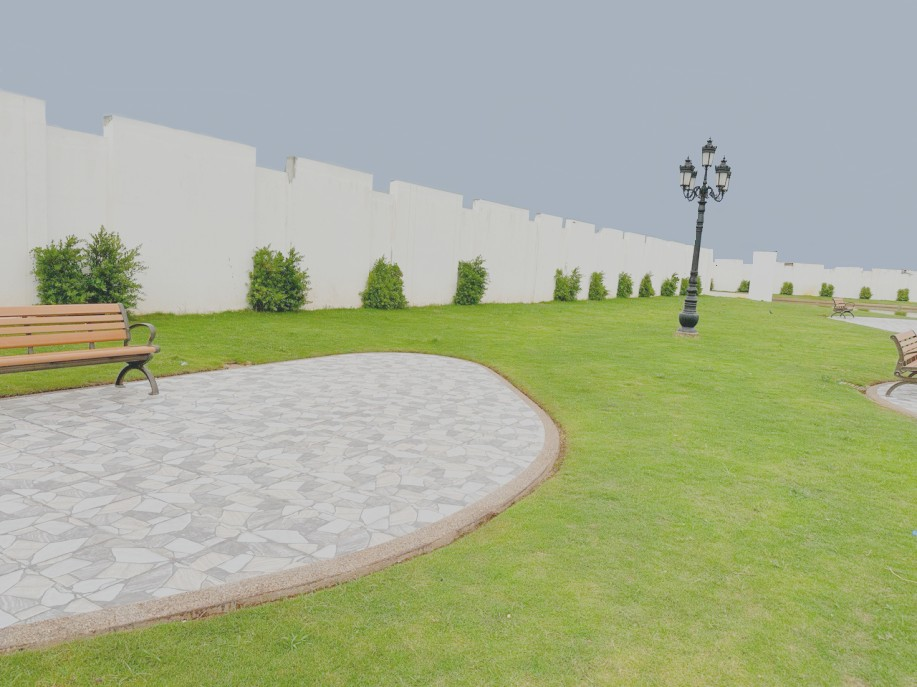
Obrázek prázdného parku

Liminální prostor je internetová estetika, zobrazující prázdná, či opuštěná místa, která působí děsivě, opuštěně a často surrealisticky. Liminální prostor je nejčastěji definován jako místo přechodu (týkající se konceptu liminality) nebo jako místo vyvolávající nostalgické pocity.
Výzkum z Journal of Environmental Psychology poukázal na to, že liminální prostory mohou působit děsivě či zvláštně, jelikož zapadají do tísnivého údolí architektury a fyzických míst. Článek z Pulse: the Journal of Science and Culture přirovnal tento děsivý pocit k povědomým místům, kterým chybí jinak viditelný kontext.

## Charakteristika
Nejčastěji se termín liminální prostor používá k popisu místa nebo stavu změny nebo přechodu. Výraz může popisovat buď něco fyzického (např. dveře – průchod mezi místnostmi) nebo psychologického (např. období dospívání - přechod mezi dětstvím a dospělostí). Snímky liminálních prostorů často zobrazují tento pocit „mezi“ a zachycují přechodná místa (jako jsou schodiště, silnice, chodby nebo hotely) znepokojivě bez lidí. Estetika může vyvolat nálady surrealismu, nostalgie, děsivosti, nebo smutku a vyvolat reakce jak pohodlí, tak neklidu.
Výzkum Alexandra Diela a Michaela Lewise z Cardiffské univerzity připisuje znepokojivou povahu liminálních prostorů fenoménu tísnivého údolí. Termín, který se obvykle používá pro humanoidy, jejichž částečná podobnost s lidmi vyvolává pocity neklidu. Tento by mohl vysvětlit podobné reakce na liminální snímky. V tomto případě fyzická místa, která vypadají povědomě, ale jemně se odchylují od reality, vytvářejí pocity znepokojení typicky vyvolané liminálními prostory.
Peter Heft z Pulse: Journal of Science and Culture tento pocit děsivosti dále zkoumá. Heft, čerpající z děl Marka Fishera, vysvětluje, že takový pocit znepokojení může být pociťován jednotlivcem, když se dívá na situaci v jiném kontextu, než který očekává. Například školní budova, od které se očekává, že bude rušným sloučením učitelů a studentů, se stává znepokojivou, když je zobrazena jako nepřirozeně prázdná. Tento „neočekávaný nedostatek přítomnosti“ považoval Fisher za jeden z charakteristických znaků, proč dokáže být tato estetika děsivá.

## Historie

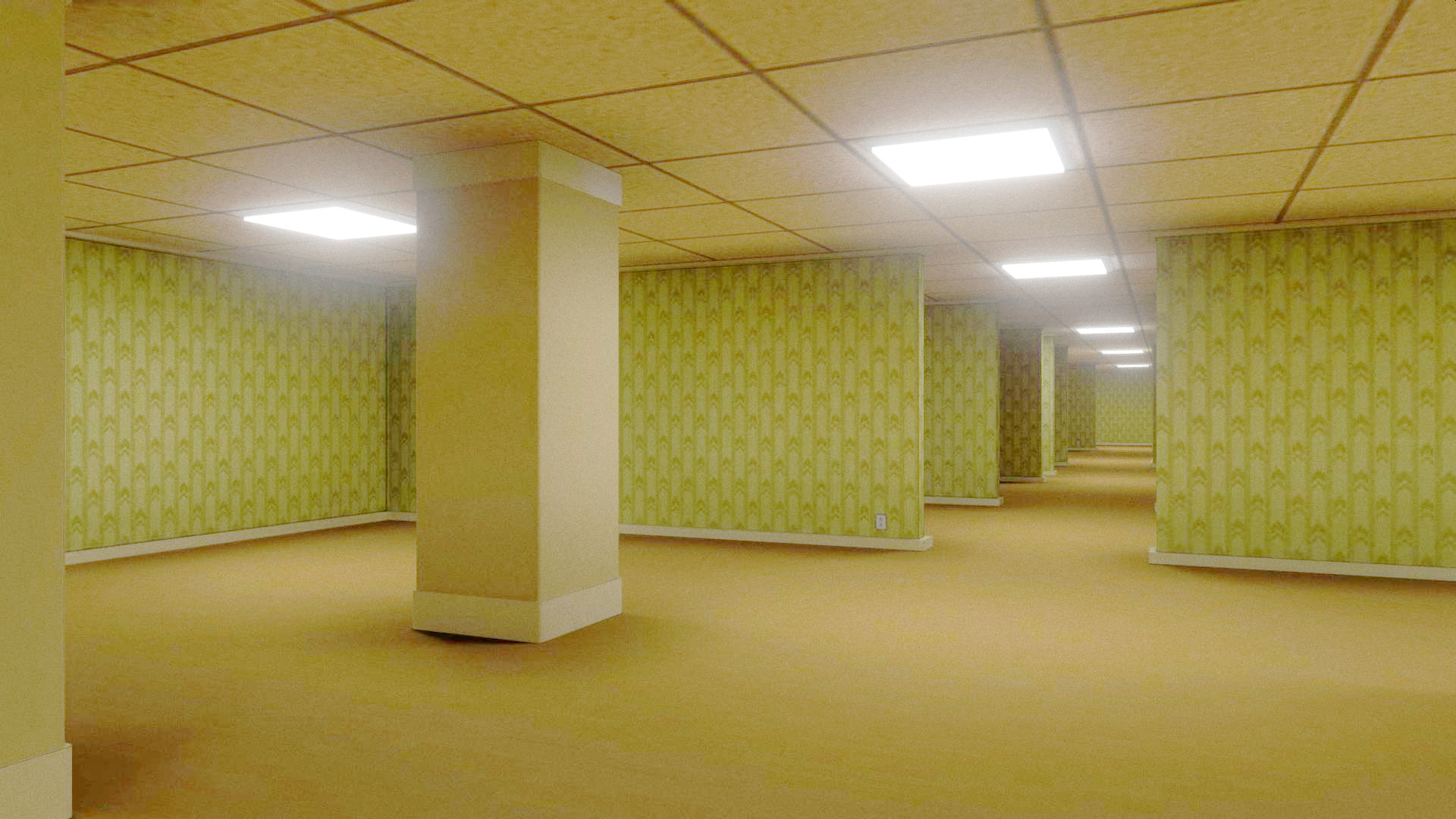
Typické zobrazení Backrooms, digitálně renderované

Obrázky zobrazující liminální prostory získaly popularitu v roce 2019, kdy byla na stránce 4chan zveřejněna krátká creepypasta doteď neznámým uživatelem a stala se virální. Příspěvek obsahoval obrázek znázorňující liminální prostor (prázdnou chodbu podobnou starým americkým kancelářím, se žlutým kobercem a tapetami) s popiskem, který obsahoval tvrzení, že „únikem za hranice reality“ lze vstoupit do Backrooms, místa plného prázdných chodeb s ničím jiným než „smradem starého vlhkého koberce, nepřestávajícího žlutého motivu, hluku fluorescenčních světel v maximální hlasitosti a přibližně šest set milionů čtverečních mil náhodně rozdělených prázdných místností ze kterých není úniku“.
Komunita, která si Backrooms oblíbila, začala tento koncept zobrazovat s nadpřirozenými entitami, novými levely s jiným vzhledem a jinými novými koncepty, kterými se snaží komunita udělat Backrooms zajímavějším místem. Mnoho lidí s tímto zobrazením ale nesouhlasí, jelikož detailní, či komplikovaný popis dělá hororový koncept méně děsivým. Z tohoto důvodu mezi fanoušky hororu naleznete mnoho různých názorů na tento koncept.
Obrázky liminálních prostorů si brzy získaly na internetu popularitu a do listopadu 2022 měl subreddit s názvem /r/LiminalSpace více než 500 000 členů. Twitter bot zveřejňující liminální prostory @SpaceLiminalBot na Twitteru nasbíral více než 1,2 milionu sledujících a hashtag #liminalspaces na sociální síti TikTok měl přes dvě miliardy zhlédnutí.